# Synidotea media
Synidotea media är en kräftdjursart som beskrevs av John B. Iverson 1972. Synidotea media ingår i släktet Synidotea och familjen tånglöss. Inga underarter finns listade i Catalogue of Life.